# John Cockcroft
Sir John Douglas Cockcroft  (Todmorden, Yorkshire. 1897. május 27. – Cambridge, 1967. szeptember 18.) fizikai Nobel-díjas angol fizikus, az angol radarrendszer kifejlesztőinek egyike.

## Élete
1914-ben kezdte tanulmányait a manchesteri egyetemen, de azokat az első világháború miatt félbeszakította. Tüzérként vett részt a harcokban. A háború után a Manchesteri Műszaki Főiskolán (Manchester College of Science and Technology) tanult tovább, és 1922-ben diplomázott. Ezután matematikát tanult Cambridge-ben, és kapcsolatba került a híres Cavendish Laboratóriummal, amelynek ekkor Ernest Rutherford volt a vezetője..

## Kutatási területei
Nagy erősségű mágneses terek előállításán dolgozott, majd 1930-ban a magfizikára tért át. Ernest Waltonnal részecskegyorsítót épített; nekik sikerült először az ebben felgyorsított protonokkal atommagokat átalakítaniuk. Kiemelkedő eredményeket ért el a részecskegyorsítás technikájában, az atomenergia és a magfúzió megismerésében. Egyike az angol radarrendszer kifejlesztőinek.

## Szakmai sikerek
- 1951-ben Ernest Waltonnal megosztva fizikai Nobel-díjat kapott a mesterségesen gyorsított atomi részecskékkel létrehozott atommag-átalakításokért.